# سذاب كتاني الأوراق
السذاب كتاني الأوراق (الاسم العلمي: Ruta linifolia) نوع نباتي يتبع جنس السذاب من الفصيلة السذابية.
يحتوي النبات على مواد يمكن أن تسبب حروقاً إذا لامست الجلد وبخاصة في أوقات الحر.

## البيئة والانتشار
موطنه شرق وجنوب إسبانيا.